# Haleb (Pferd)
Haleb, auch Pride of the Desert genannt (* 1901; † 10. November 1909) war ein Arabisches Vollblut.
Haleb wurde zusammen mit 26 anderen Pferden von Homer Davenport aufgekauft und in die USA gebracht. Davenport war mit einem Empfehlungsschreiben Theodore Roosevelts an den Sultan der Türkei ausgestattet und wurde von dem Bostoner Millionär Peter Bradley finanziell unterstützt.
So konnte er Haleb Nazim Pascha, dem Gouverneur von Aleppo und Syrien, abkaufen, der das Tier zum Dank für seine liberale Kamelsteuer vom Scheich der Anezeh erhalten hatte. Angeblich stammte Haleb aus Mesopotamien und war ein Sohn der letzten Stute aus dem 500 Jahre alten Maneghi-Sbeyel-Stamm, während sein Vater zum Suleyman-Sebba-Stamm gehörte.
Davenport unternahm auf Haleb, ehe er ihn in die USA verschiffte, eine ausgedehnte Tour durch die arabische Wüste, um das Ursprungsland des Pferdes kennenzulernen. Dabei wurde das Pferd von den Einwohnern tränenreich verabschiedet. Auch in seiner neuen Heimat, in der es am 7. Oktober 1906 eintraf, stieß es auf Bewunderung. Der Maler George Ford Morris nannte Haleb das einzige Pferd, an dem er keinerlei Makel erkennen könne, und nannte ihn

„the most perfectly beautiful, symmetrically moulded, gracefully active, live spirited (and yet absolutely controlled) thing in horse flesh you ever looked at.“

Zu Halebs Nachkommen zählten Meleky, Rhua und Saleefy.

## Rennen
Am 17. Juni 1907 siegte Haleb im Justin Morgan Cup in Vermont gegen 19 Morgans und rief damit eine Sensation hervor. Zwei Jahre später starb Haleb aus ungeklärten Gründen, weshalb der Verdacht aufkam, das Pferd könne vergiftet worden sein.

## Verbleib
Halebs Schädel und ein Teil seines Skeletts wurden nach seinem Tod in Ward’s Natural Science Establishment in Rochester (New York) präpariert und dann dem Smithsonian Institute geschenkt, wo es am 9. Dezember 1910 in der Abteilung für Säugetiere katalogisiert wurde.